# 奥三界岳
奥三界岳（おくさんがいだけ）は、岐阜県中津川市、長野県木曽郡南木曽町および大桑村にまたがる阿寺山地の標高1,811 mの山。地元では古くから奥三界山（おくさんがいさん）と呼ばれている。「日本三百名山」および「ぎふ百山」 に選定されている。山域は岐阜県の「裏木曽県立自然公園」に指定されている。

## 概要
JR東海中央本線坂下駅の北12.1 kmに位置する。山頂付近にシャクナゲ・トウヒ・ゴヨウマツの原生林があり、樹林の間の鏡池の池塘にはミズゴケ・モウセンゴケ・ミズバショウの群落がある。江戸時代にこの地方が良質なヒノキの産地であったことから、尾張藩の御料林としての直轄地とされ地元住民の立ち入りが禁止されていた。地元の旧恵那郡川上村では、村民が立ち入ることがなかった。周辺の山では森林整備や砂防工事のための林道が建設されている。かつては全山がヒノキに覆われていたが、伐採された跡地は再生されず、クマザサに覆われている。南面の山麓の木曽川の支流である川上川には、夕森公園、竜神の滝、「竜神伝説」のある竜神神社、夕森キャンプ場がある。「竜神伝説」のある竜神神社では、毎年4月の第4日曜日に例祭が行われている。

## 登山
南山麓の夕森公園からは、唯一の登山道が整備されている。川上林道沿いに竜神の滝と銅穴の滝がある。銅穴の滝上部の登山道には、アゼ滝と一ツ滝に向かう遊歩道の分岐がある。丸野林道終点に営林署小屋があり、奥三界岳登山口がある。山頂手前に夕森庭園があり樹間から御嶽山や中央アルプスを望むことができ、山頂には展望櫓がある。山頂の三等三角点はクマザサに覆われている。山頂部はシラビソなどの針葉樹林に覆われている。
- 夕森公園 - 川上林道 - 竜神の滝 - 林道ゲート - 銅穴の滝 - 田立天然公園分岐 - 丸野林道 - 営林署小屋（奥三界岳登山口） - 登山道 - 夕森庭園 - 鏡池 - 奥三界岳

## 地理
E19中央自動車道中津川ICの北22.9 kmに位置する。

### 周辺の山
阿寺山地の南端の山である。東側には木曽川を挟んで、木曽山脈（中央アルプス）が対峙している。山頂の南東2.1 kmには標高1,521 mの夕森山があり、南南西2.0 kmには標高1,600 mの三界岳がある。

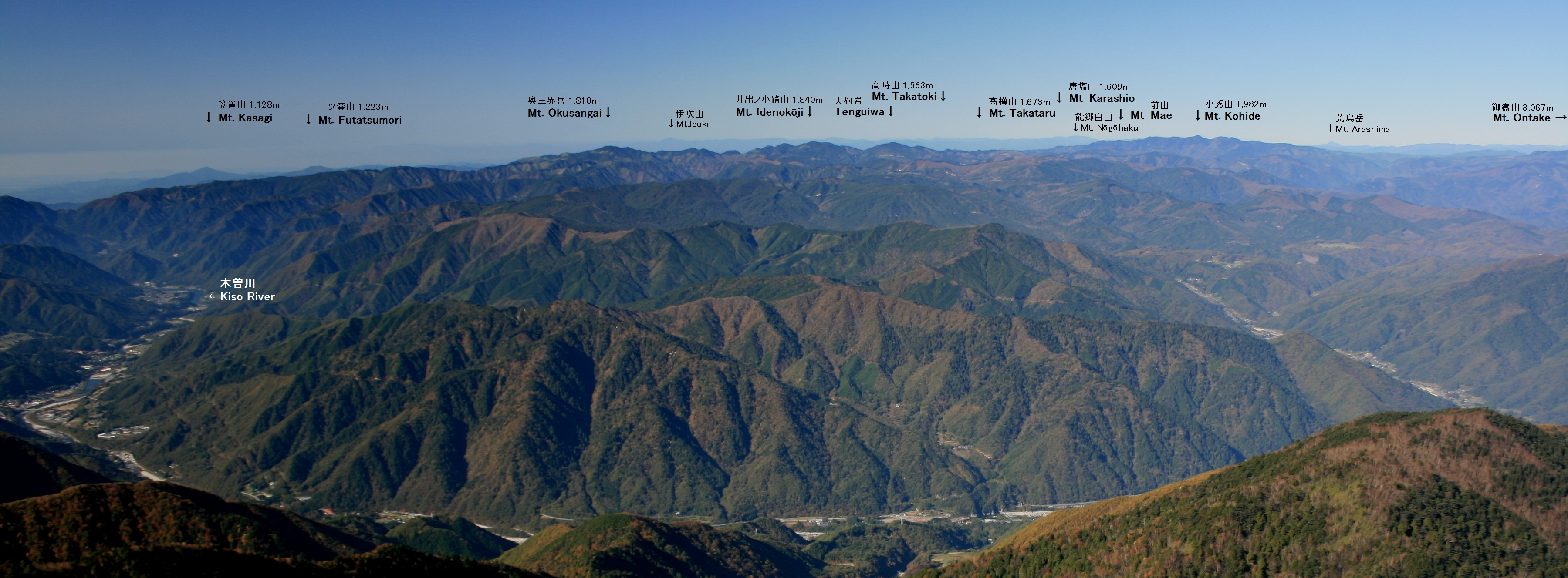
中央アルプスの風越山から望む奥三界岳と周辺の阿寺山地の山並み、小秀山の北側には御嶽山がある。木曽川を挟んで東（画像の手前側）に中央アルプスが対峙している。

| 山容                                                                         | 山名     | 標高(m)  | 三角点等級 基準点名               | 奥三界岳からの 方角と距離(km) | 備考                              |
| ---------------------------------------------------------------------------- | -------- | -------- | --------------------------------- | ----------------------------- | --------------------------------- |
| 鞍掛峠（白草山と三国山との鞍部）から望む噴煙を上げる御嶽山（2014年10月11日） | 御嶽山   | 3,067    | （一等）「御岳山」 （3,063.61m）  | 北 23.6                       | 日本百名山                        |
| 中央アルプスの独標から望む小秀山（2011年10月27日）                           | 小秀山   | 1,981.68 | 三等 「小秀山」                   | 北西 15.2                     | 阿寺山地の最高峰 日本二百名山     |
| 中央アルプスの独標から望む奥三界岳と井出ノ小路山（2011年10月27日）           | 奥三界岳 | 1,810.86 | 三等 「奥三階」                   | 0                             | 日本三百名山 ぎふ百山             |
| 富士見台から望む、南沢山とその稜線越しの南木曽岳（2014年11月18日）           | 南木曽岳 | 1,677.29 | 二等 「南木曾」                   | 南東 15.9                     | 日本三百名山                      |
| 恵那山から望む笠置山（2010年12月12日）                                       | 笠置山   | 1,127.97 | 二等 「御笠置」                   | 南西 23.8                     | ヒトツバタゴと ヒカリゴケの自生地 |
| 納古山から望む恵那山（2015年1月13日）                                        | 恵那山   | 2,191    | （一等）「恵那山」 （2,190.28 m） | 南南東 27.7                   | 日本百名山                        |

### 源流の河川
以下の木曽川水系の源流となる河川は、伊勢湾へ流れる。
- 東股谷（付知川の支流）
- 川上川 - 銅穴谷の林道脇に銅穴の滝、夕森公園内には竜神の滝がある[12]。
- 柿其川
- 阿寺川

## 奥三界岳の風景
|                                                 |                                                 |                                         |                                                     |                      |                    |
| 阿寺山地、御嶽山、北アルプス南部 恵那山から望む | 奥三界岳と小秀山、右奥に御嶽山 南木曽岳から望む | 奥三界岳周辺の山々 越百山登山道から望む | 中腹の笹原から見た中央アル プス（空木岳・南駒ヶ岳） | 登山口近くの銅穴の滝 | 麓を流れる竜神の滝 |